# Valor C
El valor C (C-value en anglès) és la quantitat d'ADN, en picograms, continguda en un nucli haploide (per exemple, un gàmeta) d'una espècie. Es pot entendre també com la meitat de la quantitat d'ADN present al nucli d'una cèl·lula somàtica diploide de la mateixa espècie. En espècies diploides, per tant, els termes valor C i mida genòmica poden usar-se indistintament. En espècies polipoides, però, el valor C pot representar un o més genomes continguts al mateix nucli, de manera que no sempre correspondrà a la mida genòmica.

## Origen del terme
Molts autors han assumit incorrectament que el valor C deu el seu nom a característic, contingut o complement, ja que Heweson Swift, qui encunyà el terme el 1950, no va definir-lo explícitament. Al seu article original, Swift usava "valor 1C", "valor 2C", etc. en referència a classes de contingut gènic. Vint-i-cinc anys més tard, en correspondència amb Michael Bennett, se sabria el significat real, basat en la observació de Swift que la massa de sets iguals de cromosomes provinents de tipus cel·lulars i individus diferents no presentava variació:
Molt em temo que la lletra C no es deu a res més glamurós que "constant", és a dir, la quantitat d'ADN que és característica d'un genotip particular.

## Variació entre espècies
Els valors C varien enormement entre espècies, inclús entre espècies relacionades filogenèticament. Dins de les plantes, la variació de valors C és d'uns 1.000 fold-change, mentre que en animals és de més de 3.300 i en protozous arriba als 300.000. Aquestes variacions als valors C no tenen cap mena de relació ni amb la complexitat de l'organisme ni amb el nombre de gens que conté el seu genoma. Un exemple que il·lustra aquesta situació és la gran superioritat en mida genòmica que tenen alguns protistes unicel·lulars respecte els humans.

### Paradoxa o enigma del valor C
Aquesta observació semblà contraintuïtiva a la comunitat científica abans del descobriment de l'ADN no-codificant, de manera que prengué el nom de paradoxa del valor C. Tot i que actualment no hi ha res de paradoxal entre el valor C d'un genoma i la quantitat de gens que presenta, el terme se segueix fent servir. Per a evitar confusions conceptuals, últimament s'està usant més el nom d'enigma del valor C, que ja no reflecteix la discordància entre la mida d'un genoma i la quantitat de gens que conté sinó que fa referència a la gran variabilitat en la mida d'aquests genomes i la falta de correlació que presenten amb la complexitat dels organismes implicats. Els valors C, però, sí que correlacionen amb certes característiques a nivell de cèl·lula i organisme, com ara la mida i la taxa de divisió cel·lulars. En funció del tàxon, a més, correlaciona amb la mida del cos, la taxa metabòlica i de desenvolupament, la complexitat dels òrgans, la distribució geogràfica o el risc d'extinció. Tots aquests aspectes acaben d'afegir encara més complexitat a l'enigma.
Aquest enigma del valor C intenta resoldre una sèrie de preguntes, independents entre elles però de la mateixa rellavància:
- Quins tipus d'ADN no-codificant es troben als diferents genomes eucariotes? En quines proporcions?
- D'on prové aquest ADN no-codificant? Com s'ha perdut i guanyat als diferents genomes al llarg del temps?
- Per què algunes espècies tenen genomes altament condensats mentre que altres presenten grans quantitats d'ADN no-codificant?
- Quines funcions té l'ADN no-codificant? Com afecta els cromosomes, el nucli, les cèl·lules o l'organisme?

Sovint, l'enigma del valor C també és anomenat enigma o paradoxa del valor G, ja que el veritable enigma es troba en el nombre de gens d'un genoma i no en la seva.

## Càlcul del valor C
Per a calcular el valor C d'una espècie, cal conèixer la mida del seu genoma en parells de bases (pb) i transformar-la a picograms (pg) segons la següent fórmula:
{\displaystyle {\text{Valor C (pg)}}={\frac {\text{Mida del genoma (pb)}}{0,978\centerdot 10^{-9}}}}, que es basa en la igualtat {\displaystyle 1{\text{ pg}}=978{\text{ Mpb}}} .

### Valor C en humans
| Cèl·lula estudiada | Contingut cromosòmic                                                            | Ploïdia                  | Mida del genoma (pb) | Massa (pg) | Valor C  |
| ------------------ | ------------------------------------------------------------------------------- | ------------------------ | -------------------- | ---------- | -------- |
| Gàmeta 23,X        | 23 cromosomes diferents                                                         | Haploide                 | 3.031.042.417        | 3.099361   | 3.099361 |
| Gàmeta 23,Y        | 23 cromosomes diferents                                                         | Haploide                 | 2.932.228.937        | 2.998323   | 2.998323 |
| Zigot 46,XX        | 2 sets de 23 cromosomes diferents                                               | Diploide                 | 6.062.084.834        | 6.198723   | 3.099361 |
| Zigot 46,XY        | 2 sets de 22 cromosomes diferents i una parella de cromosomes sexuals diferents | Majoritàriament diploide | 5.963.271.354        | 6.097684   | 3.157877 |